# 아쿠아포닉스
아쿠아포닉스(Aquaponics)는 수산양식(물고기, 가재, 달팽이, 새우 등의 수생동물을 수조에서 키우는 것)과 수경 재배(물에서 식물을 재배하는 것)를 결합하여 영양분이 풍부한 양식수를 수경재배로 재배하는 식물에 공급하는 식품 생산 시스템이다.
기존의 수경 및 양식업 농업 기술이 모든 아쿠아포닉 시스템의 기초를 형성하기 때문에 아쿠아포닉 시스템에서 재배되는 식품의 크기, 복잡성 및 유형은 서로 다른 농업 분야에서 발견되는 시스템만큼 다양할 수 있다.
어류, 식물, 미생물은 아쿠아포닉의 3대 구성요소이며, 미생물은 어류 폐기물을 식물 영양분으로 전환시키는 가교 역할을 한다. 현대 아쿠아포닉 디자인의 세 가지 주요 유형은 심해 또는 "뗏목", 영양막 기술 "NFT", 미디어 기반 침대 또는 왕복 시스템이다.
배지 기반 재배층은 뿌리 지지대 역할을 하는 불활성 기질과 미생물 기질로 채워진 수경 여물통이다. 물은 일반적으로 썰물과 흐름 패턴으로 공급되어 순차적인 영양 공급과 통기가 보장된다. DWC 시스템은 그물망 화분이 삽입되는 천공 부유 뗏목이 있는 대형 여물통으로 구성된다. DWC 시스템에서 이러한 화분은 일반적으로 뿌리를 지탱하는 암면, 코코아 또는 부석과 같은 배지로 채워지며, 뿌리는 지속적으로 물 탱크에 잠겨진다. 영양막 기술(NFT)은 뿌리가 흐르는 물의 얇은 층에 부분적으로 잠겨 있는 천공된 사각 파이프의 좁은 채널로 구성된다.

## 같이 보기
- 수직농업